# 甘肅天祝骷髏案
甘肃天祝骷髅案是于2006年发生在中国甘肃省和青海省两地的一宗盗墓窃尸案件，起因是村民蒋某发现四袋疑似人类头颅的遗骨，而揭发盗挖墓地窃取尸骨的罪行，并且牵涉到《中华人民共和国刑法》第302条对“尸体”的法律定义问题。

## 案件经过

### 发生
2006年2月25日，甘肃省天祝藏族自治县炭山岭镇菜籽湾村的村民蒋某發現4个装有骷髅头骨的纤维袋，蒋某因心里感到害怕而没有告知任何人，一個月後才告知张某友人向公安局报案。
两名民警接获张某投报后，沿着天祝古城林区金沙峡河边附近搜寻，在金沙峡大湾口与青海省互助土族自治县交界约1公里处，找到多个装有骷髅头骨的纤维袋，全部头骨的上半部都被锯掉，两位民警初步认为这些头骨是猴骨，但蒋某怀疑这些头骨是人骨。
民警于3月27日上午开始频繁调查大湾口，清点纤维袋内及散落在附近掉到河水中的骷髅，共寻获121个头骨。当时民警认为这些头骨属于猴子，但觉得其中有可疑之处，因为天祝和青海均非猴子的栖息地。天祝县森林公安分局派员赶赴青海与当地警员联手展开调查，一位医生看到其中有假牙，認為可能是人头。
警员在案发现场寻获一根锯条，将锯条与头骨上的锯面进行比对后，发现痕迹非常吻合。警员初步认为案发现场地点附近没有村庄，虽有公路通过但非常偏僻，这些头骨可能是从路上扔下，抛弃处相信并非第一现场，作案者可能是为毁灭证据而将骷髅抛弃异地。

### 报导和鉴定
3月30日《兰州晨报》首发报导“甘肃天祝發现121个猴头骷髅”，各家媒体广泛传播消息，骷髅头骨的照片也在网上迅速流传，并认为是被活体切割吃掉猴脑的猴子。 3月31日，公安分局将头骨样本紧急送往兰州大学生命科学院进行鉴定，同日《西部商报》编辑挑选该报记者拍摄的清晰头骨照片，放大送往生命科学院刘迺发教授的办公室，刘迺发教授看到照片后，当即確認是人骨。並在實際鉴定之後，做出结论：
- 这些死者的死亡时间远近不同，有些死亡年代较为久远、有些则是死于最近的年代，死者包含年轻者和年老者，其中有男性也有女性，死因多种多样。

- 头骨上的锯痕为白色新痕，甚至有观察到白色粉末，所以是在不久之前锯开的痕迹，锯痕与警方现场获得的锯条基本吻合。

- 部分头骨样本下方不存在明显的割痕，初步判定头骨并非用利器割下，而是从尸体上轻易地取下，由此可见某些尸体已经腐烂，推断锯掉头骨上半部并不是死者的死因。

- 这些头骨很可能并非同一个地方出土，因为有的皮肤干燥形似木乃伊，有的只剩白骨且表面还附有青苔。

4月1日《兰州晚报》对刘迺发教授的鉴定结果予以报道，引起公安局的高度重视，案件从天祝县森林公安分局、武威市公安局、甘肃省森林公安局逐级上报到甘肃省公安厅。公安厅于同日上午召开会议，要求各级公安机关对外统一宣称所发现的头骨尚不足以确定为人骨，有待进一步的司法鉴定，并且不认可刘廼发教授的鉴定结果为最终结论。
4月2日，国务院公安部派出法医学、痕检、DNA技术及人类学专家组成的工作组赴甘肃天祝，与当地公安机关共同开展全面调查和检验鉴定工作。法医陈世贤教授检验后，确认121个头骨均为人骨，头骨上的锯痕是在死后的人为造成，与刘迺发教授的判断基本一致。

### 调查方向
4月3日，甘肃省公安厅经公安部派出的工作组认定，121颗失去头盖的残缺骷髅头全部属于人类，并排除是医学解剖取过脑组织造成的可能性。
同日下午，经由公安部、甘肃省公安厅、青海省公安厅等一部两省四级警力组成案件总指挥部，在天祝炭山岭镇天池宾馆内召开4小时的会议，初步推定骷髅头盖骨的去向是被制成人骨工艺品，当地历史确曾存在使用人头骨制作骷髅鼓、骷髅碗等的习俗。

### 破案
4月12日傍晚，案件总指挥部通报经过查明案情，这起案件是由青海省互助县的农民乔某等人结伙盗挖无主墓穴的人头骨，出售给同县的梁某锯下头盖骨，梁某锯下头盖骨后卖给甘肃省永靖县的刘某，刘某将头盖骨加工成为工艺品出售，谋取非法利益。
2006年春节之前，梁某将锯下头盖骨的残余部分装在几个纤维袋中，抛弃在甘肃省天祝县炭山岭镇金沙峡大湾口附近。 两地涉案的团伙在案破后全部被公安机关传唤，并将根据法律法规进行惩处。

## 法律伦理
中国政法大学刑事司法学院刑法学教授薛瑞麟依照公安厅公布的细节，认为这起案件不适用《刑法》第328条对盗窃古文化遗址、古墓葬的相关法律规定，《刑法》第302条则要视乎“尸体”的法律界定。
依据《刑法》第302条1：“盗窃、侮辱尸体的，处三年以下有期徒刑、拘役或者管制。”其中分成两个罪名——盗窃尸体罪和侮辱尸体罪，各界2认为在这条法律之下被定罪也不可判刑超过三年，刑责过于轻微。
2006年4月27日，《新京报》专访北京大学刑法学专家陈兴良教授指出，中华人民共和国从1949年成立直到1979年为止，将近30年内不存在刑事立法，再加上唯物主义与科学主义的风行，使得慎终追远的观念被社会斥为封建余孽，人的尸骨被当成是一般物品，中国传统社会对死者的尊重开始褪减，甚至消失，体现在法律就是对尸体保护的轻忽，所以判刑才会这么轻。
《刑法》第302条的另一个问题就是尸骨、骨灰是否符合条文对“尸体”的定义，仍有争议。 刘迺发教授从科学角度指出，人死后仍有肉体尚未腐化，符合常规对“尸体”的定义，“尸骨”依据常规的解释就只是骨头；陈兴良教授指出第302条应该将尸骨和骨灰纳入刑法的范畴，以符合《刑法》第302条立法的伦理目的。 根据2002年最高检政策研究室《关于盗窃骨灰行为如何处理问题的答复》回应吉林省人民检察院询问时，称骨灰不属于《刑法》第302条规定的“尸体”定义。
直至2015年8月29日，第12届全国人民代表大会常务委员会第十六次会议才通过《刑法修正案（九）》将第302条修改为：“盗窃、侮辱、故意毁坏尸体、尸骨、骨灰的，处三年以下有期徒刑、拘役或者管制。”

## 另見
- 人骨法器
- 嘎巴拉碗
- 骷髏杯
- 人皮鼓

## 注解
^  注解1：第302条是1997年3月14日第八届全国人民代表大会第五次会议修订时新增的条款。

^  注解2：刘迺发教授、陈兴良教授及赵汀阳研究员接受《新京报》邀请，依据生物、伦理和法律角度对本案进行剖析。